# UFC Fight Night: Allen vs. Craig
UFC Fight Night: Allen vs. Craig (también conocido como UFC Fight Night 232, UFC on ESPN+ 90) fue un evento de artes marciales mixtas producido por Ultimate Fighting Championship que tuvo lugar el 18 de noviembre de 2023 en el UFC Apex en Enterprise, Nevada, parte del área metropolitana de Las Vegas, Estados Unidos.

## Antecedentes
El combate de peso medio entre Brendan Allen y Paul Craig encabezó el evento.
Se esperaba un combate de peso pluma entre Jeka Saragih y Jesse Butler para este evento. Sin embargo, Butler se retiró por lesión y fue sustituido brevemente por Charlie Campbell. La promoción anunció entonces que Lucas Alexander intervendría y se enfrentaría a Saragih en su lugar. En el pesaje, Alexander pesó 148 libras, dos por encima del límite de peso pluma. El combate se celebró en el peso acordado y Alexander fue multado con el 20% de su bolsa, que fue a parar a Saragih.
Se esperaba un combate de peso mediano entre César Almeida y Christian Leroy Duncan para este evento. Sin embargo, Almeida se retiró del evento por motivos médicos. Fue sustituido por Denis Tiuliulin.
Se esperaba un combate de peso wélter entre Jonny Parsons y Uroš Medić para este evento. Sin embargo, se retiró por motivos no revelados y fue sustituido por Myktybek Orolbai Uulu.
En el pesaje, Rafael Estevam pesó 128 libras, dos libras por encima del límite de peso mosca. Estevam fue multado con el 20% de su bolsa, que fue a parar a manos de su oponente Charles Johnson.

## Resultados
1. ↑  Originalmente una sumisión técnica (estrangulamiento del brazo) victoria para Ogden; anulado después de la revisión debido a un error del árbitro.

## Premios de bonificación
Los siguientes luchadores recibieron bonificaciones de $50000 dólares.
- Pelea de la Noche: No se concedió ninguna bonificación.
- Actuación de la Noche: Brendan Allen, Amanda Ribas, Joanderson Brito, y Jeka Saragih